# Andvakia
Andvakia is een geslacht van zeeanemonen uit de klasse van de Anthozoa (bloemdieren).

## Soorten
- Andvakia boninensis Carlgren, 1943
- Andvakia discipulorum Daly & Goodwill, 2009
- Andvakia insignis Carlgren, 1951
- Andvakia isabellae Carlgren & Hedgpeth, 1952
- Andvakia mirabilis Danielssen, 1890
- Andvakia parva Carlgren, 1940
- Andvakia psammomitra (Bourne, 1918)